# تريبي ماكوندا
تريبي ماكوندا (بالفرنسية: Tripy Makonda)‏ (مواليد 24 يناير 1990 في آيفري سور سين - فرنسا) لاعب كرة قدم فرنسي يلعب حاليا لصالح نادي الدرجة الأولى باريس سان جيرمان الفرنسي منذ 2002 في مركز الوسط المدافع كما يجيد اللعب في مركز الظهير الأيسر .

## روابط خارجية
- تريبي ماكوندا على موقع إي إس بي إن إف سي (الإنجليزية)
- تريبي ماكوندا على موقع قاعدة بيانات كرة القدم.إي يو (الإنجليزية)
- تريبي ماكوندا على موقع ليكيب (الفرنسية)
- تريبي ماكوندا على موقع Soccerbase.com (لاعب) (الإنجليزية)
- تريبي ماكوندا على موقع Soccerway.com (الإنجليزية)
- تريبي ماكوندا على موقع عالم كرة القدم.نت (الإنجليزية)
- تريبي ماكوندا على موقع كووورة
- تريبي ماكوندا على موقع AS.com (الإسبانية)